# موالف
في الإلكترونيات المُوالِف أو جهاز الموالفة أو المُوَلِّف أو المُنَغِّم (بالإنجليزية: Tuner)‏ هو عبارة عن لوحة دارات مطبوعة تقوم بعملية ضبط دارة جزئية منها لاِلتقاط موجة كهرومغناطيسية أو حزمة من تلك الموجات واستبعاد أي موجات أخرى.

دارة بسيطة لاِلتقاط موجات الراديو

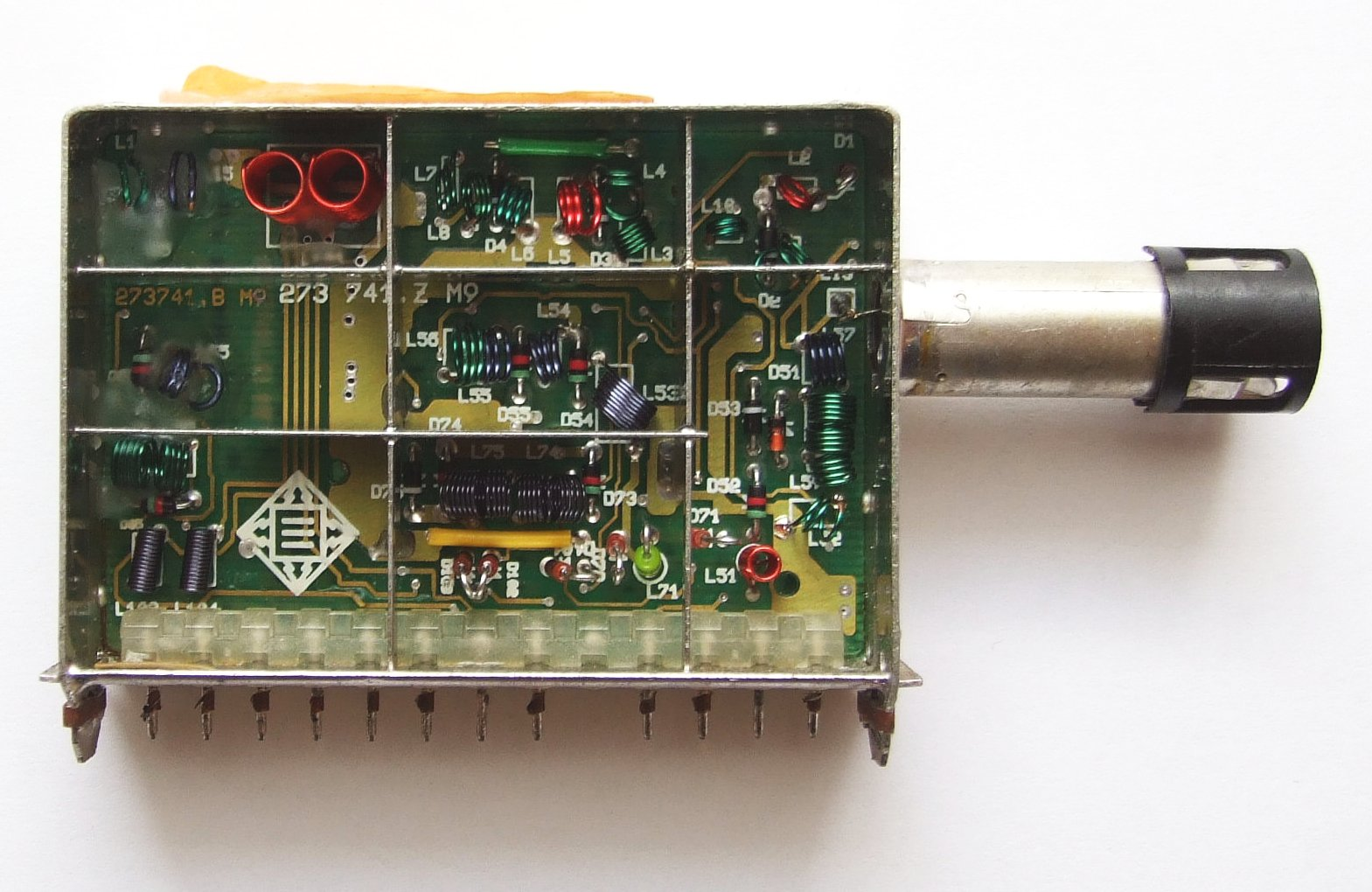
موالف للتلفاز في مـَحـْـزَمان الترددات UHF / VHF

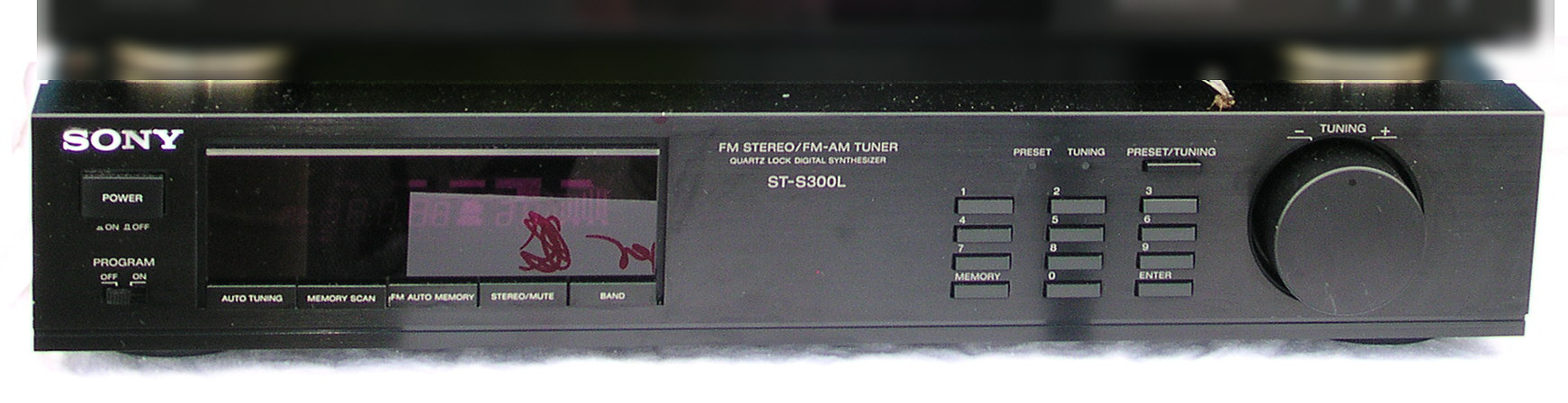
موالف في حـُـقــّـة جهازية لاِلتقاط إذاعة سمعية

وتقوم الدارة - وهي في معظم الأحيان تكون متكاملة في حـُـقــّـة جهازية موائمة - بعملية اختيار الإشارة المطلوبة ولكن لا تكون بمقدرتها إظهارها المباشرة، بل ترسلها إلى مركــّـبة أخرى لتقوم بذلك. وتـُبنى الموالفات في وحدات فردية؛ أو تـُبنى معها في نفس الجهاز مركـّـبات أخرى - ولكن في هذه الحالات لا تسمـّـى موالفًا (tuner)، بل تسمـّـى بتسمية أخرى -، ومن ضمن المركـّـبات الإضافية توجد المضخــّـمات الإلكترونية، وتوجد بين هذه مضخــّـمات الصوت القدروية؛ وقد تكون مركـّـبات أجهزة عرض الفيديو متكاملة مع مركـّـبات موالفات أو غير تلك، وهي تـُكوّن بتاك أجهزة راديو أو أجهزة تلفزيون أو غير تلك. وقد تكون الموالفات مخصصة للصوت المجسم (stereo) أو لأحادية الصوت (mono).
وتستخدم دارات الموالفة بكثرة في مجالات الإذاعة السمعية التلفزيون، سواء كانت تعمل بطريقة تضمين التردد FM أو تضمين السعة AM أو بأي طريقة أخرى لإشارات الراديو.
ويتكون أبسط أنواع الموالفات من هوائي ووشيعة ومكثف قابل للتغير ودايود وسماعات الرأس؛ ويمثــّـل هذا الموالف أبسط أنواع أجهزة اِلتقاط الراديو.

## اقرأ أيضا
- مرشح
- دارة مقاومة ومكثف
- دارة مقاومة وملف
- دارة مقاومة وملف ومكثف
- دارة كهربائية
- دائرة ملف ومكثف